# Cerul devine tot mai albastru
Cerul devine tot mai albastru (titlul original: în italiană Il cielo è sempre più blu) este un film de comedie italian din 1996, regizat de Antonello Grimaldi.

## Rezumat
Filmul este inspirat de cântecul cu același nume al compozitorului și compozitorul Rino Gaetano și are loc la Roma. Intriga are loc într-o singură zi.

## Distribuție
- Fabrizio Moroni
- Margaret Mazzantini
- Luca Barbareschi
- Asia Argento
- Claudio Bisio
- Rocco Tanica
- Enrico Lo Verso
- Nicola Farron
- Andrea Occhipinti
- Lucrezia Lante della Rovere
- Silvio Orlando
- Giulio Scarpati
- Margherita Buy
- Sergio Rubini
- Alessandro Haber
- Francesca Neri
- Monica Bellucci
- Dario Argento
- Ivano Marescotti
- Monica Scattini
- Antonio Catania
- Iaia Forte
- Daniele Luchetti
- Paco Reconti
- Alessandro Baricco
- Monica Rametta
- Gaia Zucchi

## Vezi și
- Listă de filme italiene din 1996

## Legături externe
- Cerul devine tot mai albastru la Internet Movie Database